# 청주교통
청주교통(淸州交通)은 청주시 청원구 공항로 374 (오동동)에 차고지를 둔 청주시의 시내버스 운송업체이며 코리아와이드 계열사이다.

## 역사
- 1979년 충북교통(현 충북리무진)에서 분리, 처음으로 면허를 취득하여 사천로18번길 43 (사천동)에서 설립되다.
- 2003년 CNG 버스를 반입하다.
- 2014년 청남농협이 청원군마을순환버스 사업에서 철수함에 따라 가덕면과 남일면 일대 오지선을 인수 운행하다.
- 2016년 현대 블루시티 일반형 CNG 하이브리드 버스를 반입하다.
- 2019년 코리아와이드대성이 청주교통의 주식을 대거 매입하다. 이후 코리아와이드 감사보고서에서도 청주교통의 표기가 있는 것이 확인되다.
- 2022년 북부공영차고지 운영 입찰에서 청주교통이 낙찰되어 사천로18번길 43 (사천동) 시대를 마감하고 공항로 374 (오동동)으로 이전하다.

## 운행 차량

#### 우진산전
- 우진산전 아폴로 1100

#### 현대자동차
- 현대 뉴 카운티
- 현대 그린시티
- 현대 뉴 슈퍼 에어로시티
- 현대 저상 뉴 슈퍼 에어로시티
- 현대 블루시티 일반형
- 현대 일렉시티
- 현대 뉴 프리미엄 유니버스 엘레강스

## 특징
이 회사의 특징이 있다면 105번, 311번을 운행할 때에는 과거 청주시내버스에 LED 행선판이 도입되기 이전에는 -1을 덧붙여 105-1번, 311-1번을 운행하고 있었다. 이는 천연가스를 연료로 사용하는 버스에 한정하여 미평/비하 가스충전소 방향으로만 편도로 운행하였는데 문제는 롯데마트와 미평/비하 가스충전소 간의 승객 승하차는 실시하지 않는데다 시간대가 일정하지 않았다는 점이다. 결국 이러한 운행 방식은 청주시내버스에 LED 행선판이 도입되면서 사라진다.

## 갤러리

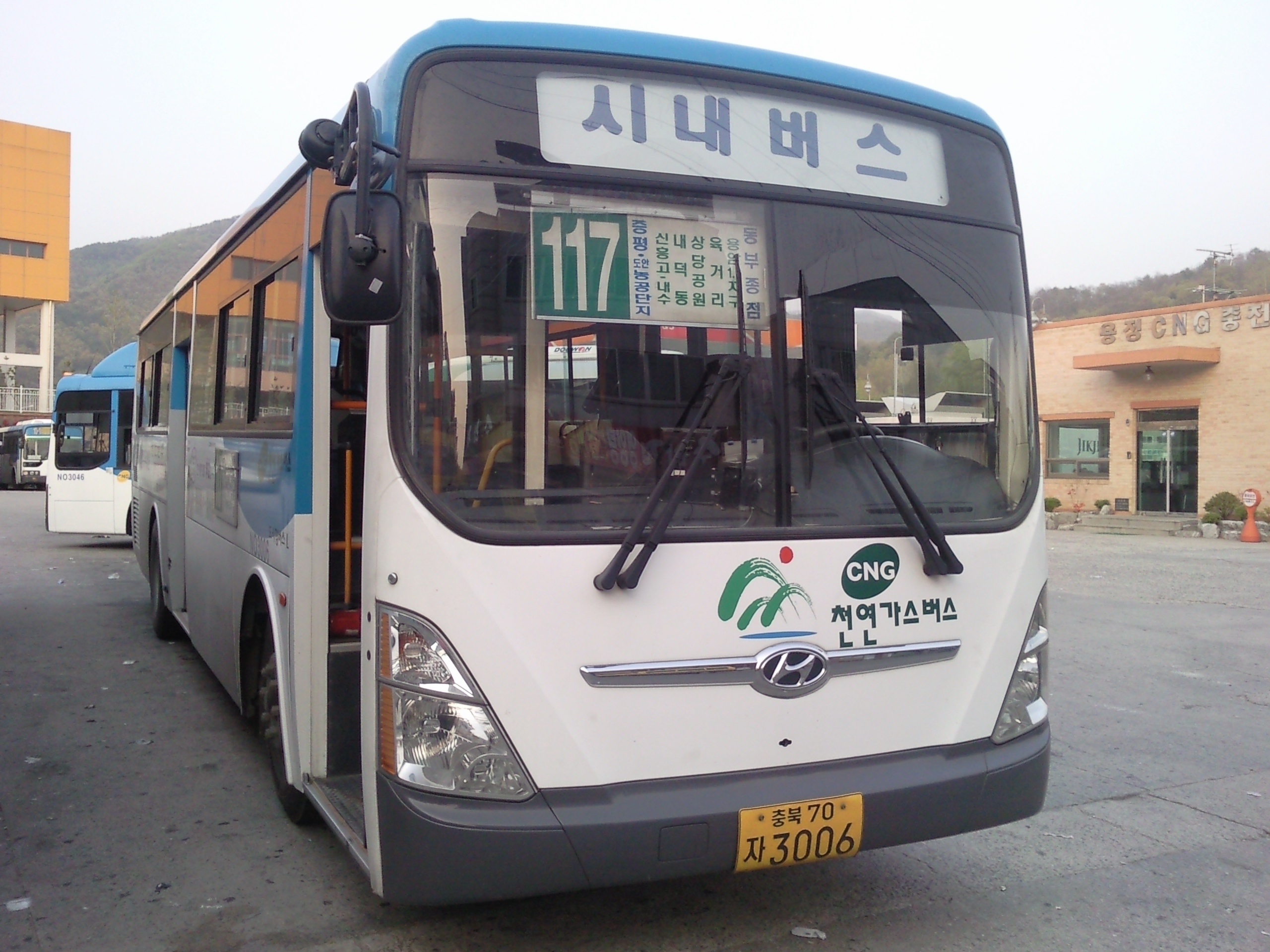
도안농공단지 운행 시절의 청주시내버스 117번
청주시내버스 841번
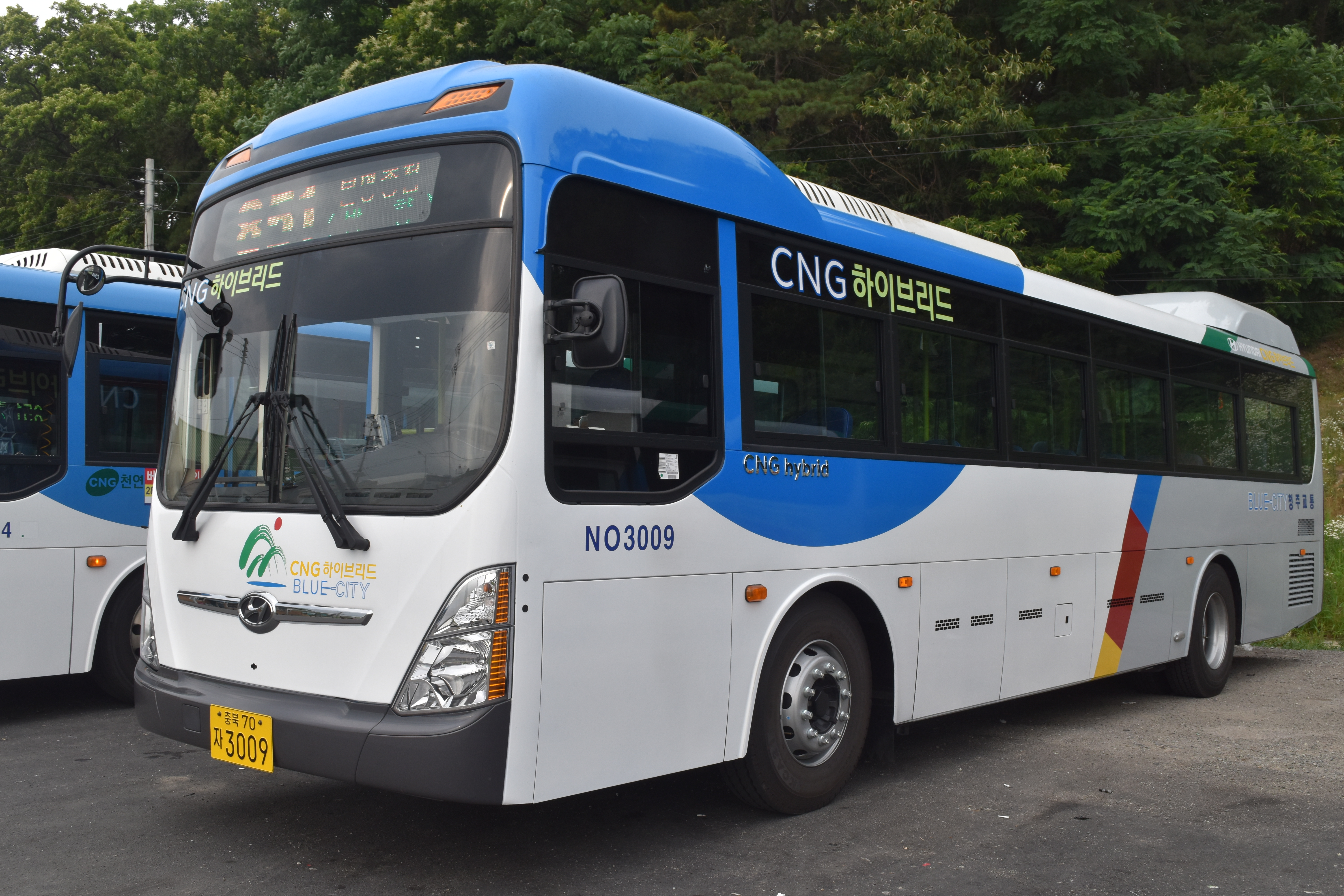
청주시내버스 851번
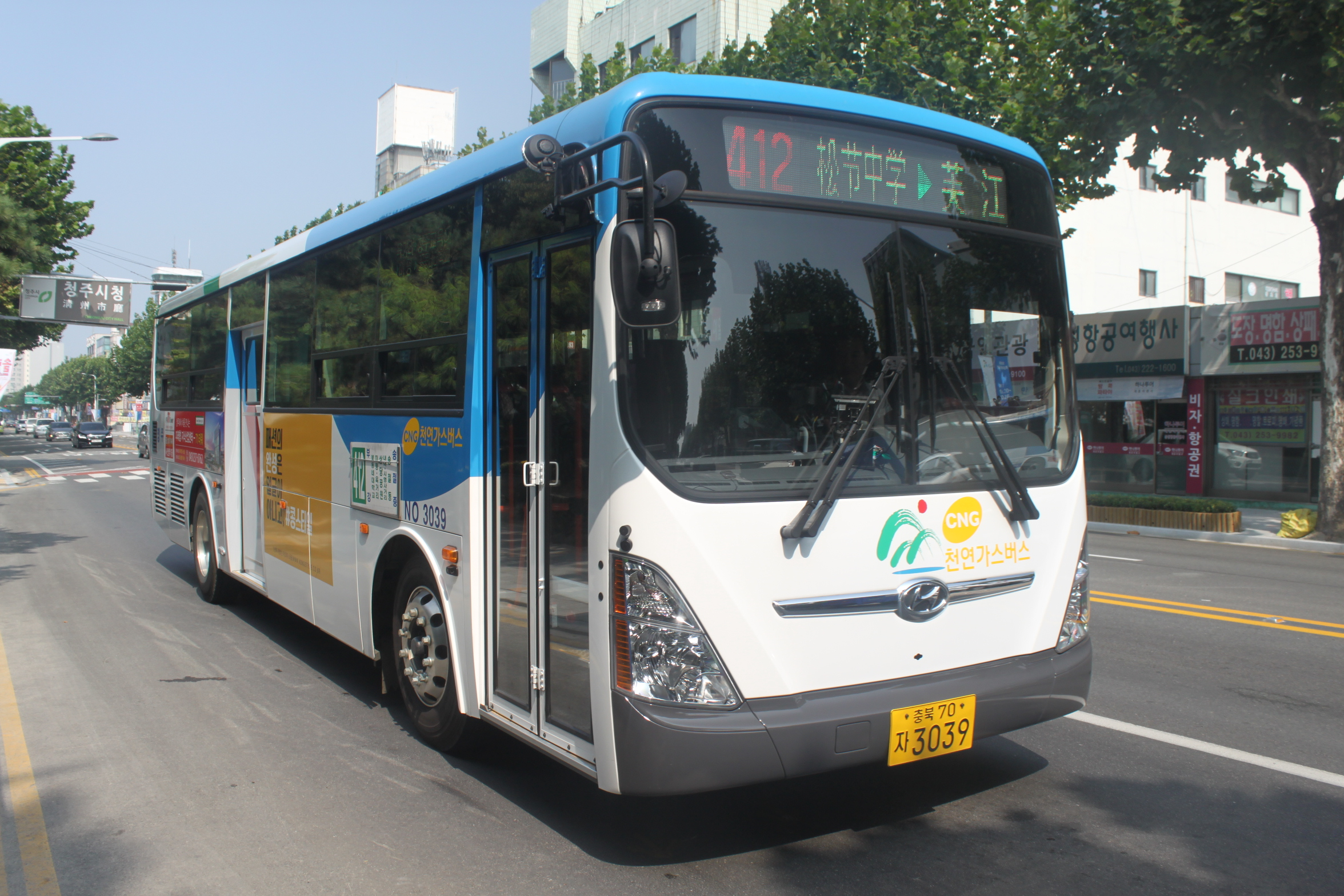
청주시내버스 412번

### 내용주
1. ↑  NICE 기업정보 기준